# Битва за Бэйтан
Битва за Бэйтан — сражение 20 сентября 1900 года во время восстания ихэтуаней в Китае.

## Предыстория
Бэйтан находился в нескольких километрах к северу от устья Хайхэ. Ещё перед движением союзных войск на Пекин командиру расположенной там крепости генералу Ли было предложено сдать её без боя, но он ответил:
Если я отдам Бэйтан без боя, китайское правительство отрубит мне голову. Если же я вступлю в бой, то русские возьмут у меня Бэйтан с бою, и китайское правительство тоже отрубит мне голову. Поэтому я прошу русских оставить меня в покое. Я же обещаюсь не предпринимать никаких враждебных действий из Бэйтана.
После оккупации союзными войсками района Пекин-Дагу встал вопрос о ликвидации Бэйтанской группировки китайских войск и об установлении русского контроля над железной дорогой, соединявшей Пекин с зоной КВЖД. 8 сентября военный министр А. Н. Куропаткин обратился к Николаю II с предложением занять совместно с союзниками опорные пункты Шаньхайгуань, Циньвандао, Бэйтан и Лутай. Неделю спустя последовало высочайшее повеление о начале военных действий против Бэйтана и Шаньхайгуаня.
Для взятия Бэйтана был сформирован специальный отряд численностью в 8 тысяч человек, в состав которого вошли, кроме русских войск, германцы и французы, а также немного австрийцев. Командование отрядом и руководство операцией было возложено на генерал-лейтенанта кавалерии барона Г. К.фон Штакельберга.

## Сражение
Генерал Ли хорошо подготовил местность к обороне. В районе разрушенной ихэтуанями железнодорожной станции Бэйтан была установлена застава, не выбив которую было невозможно оборудовать позиции для осадной артиллерии. Местность была затоплена водой, а на сухих участках были заложены протипопехотные фугасы.
В ночь на 20 сентября началось наступление. Левую колонную возглавлял командир 2-й Восточно-Сибирской бригады генерал-майор Церпицкий, правую — капитан 1-го ранга Доможиров. Колонна Церпицкого попала на минное поле, на звук взрывов открыла огонь китайская артиллерия. Чтобы не гибнуть на фугасах, русские войска сошли с дороги, и по грудь в воде добрались до китайской заставы, заняв её после жестокой рукопашной схватки.
Ночью российские и германские артиллеристы установили несколько осадных батарей, и с утра открыли огонь по крепости. Не выдержав обстрела, китайские войска бежали из крепости. К полудню она была занята союзными войсками.

 Начальником всех батарей был подполковник Тохатэлов. При нём состояли офицеры: поручики Смирнов, Люпов и Бабенко.
Возле русских орудий расположились также 4 германских пушки, стрелявшие пироксилиновыми бомбами.
 Тохатэлов и его офицеры очень удачно определили расстояние до различных Бэйтанских фортов. Их орудия стали извергать такой ад огня и стали, так опустошали форты китайской крепости, что китайцы не решились бороться и начали мало помалу покидать Бэйтан. Одни китайцы бежали на джонках в море, другие толпами уходили по дороге, в Лутай. Комендант крепости генерал Ли, упорно отказывавшийся сдать крепость добровольно, также бежал. Гарнизон Бэйтана исчислялся в 2000 челов. <...>
 Крепость была взята исключительно артиллерийским огнём русских и германцев, действие, которого было настолько значительно, что пехотный бой и новые жертвы оказались излишни. На примере Бэйтана, который китайцы не в состоянии были защищать, подтвердилось благотворное значение артиллерии, решившей исход боя на расстоянии и предотвратившей ненужное кровопролитие.

## Итоги
Для преследование отступавших китайских войск был сформирован специальный отряд под командованием подполковника В. Е. Флуга. В ночь на 22 сентября русская конница ворвалась в Лутай и захватила город. Следом за отрядом Флуга к Лутаю подошли шесть рот генерала Церпицкого, и сопротивление китайцев было вскоре подавлено. После взятия Лутая отряд Г. К. Штакельберга был расформирован.